# «Твіст»-конформація
Твіст-конформація (англ. twist conformation) —

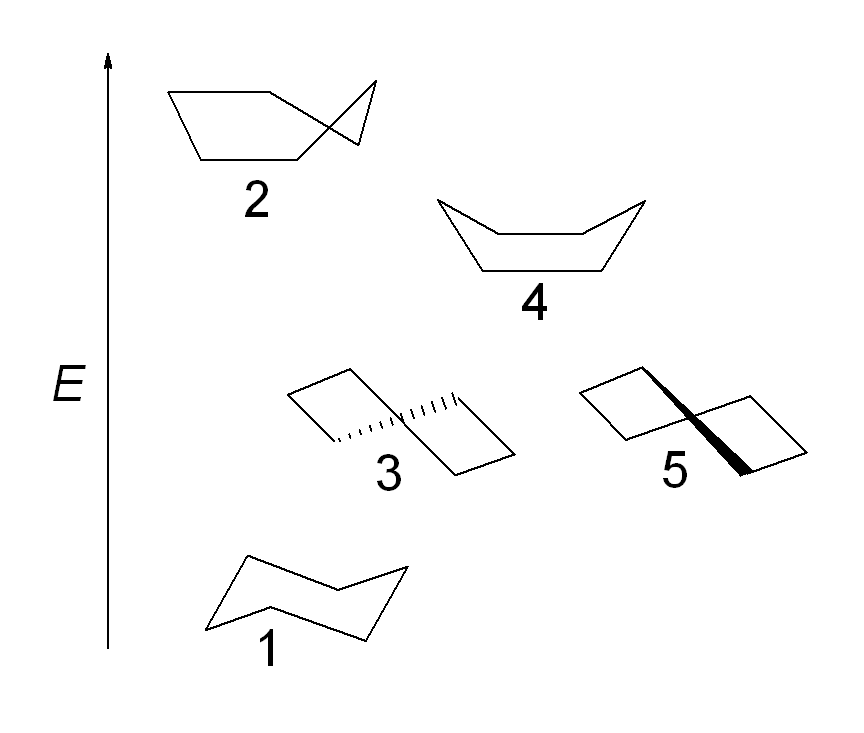
Конформації циклогексану:
1 — «крісло», 2 — «півкрісло» або «конверт», 3 і 5 — «твіст», 4 — «ванна»

1. Одна з трьох конформацій циклогексану з симетрією D2, дещо стабільніша за конформацію човника (на 6 кДж/моль) завдяки меншій затуленості, але менш стабільна (на 20 кДж/моль), ніж конформація крісла, i звичайно є перехідною формою, через яку проходить молекула циклогексану при взаємоперетворенні двох човникових форм і яка є напруженою формою в конформаційній рівновазі, хоча деякі похідні можна застабілізувати в твіст-формі (за рахунок утворення H-зв'язку, в місткових сполуках, таких як норборнан, твістан).
2. У п'ятичленнім кільці — конформація, в якій два суміжних атоми максимально зміщені в протилежних напрямках відносно площини, що містить інших три атоми C, називається конформацією півкрісла або (краще) твіст-конформацією.
3. У хімії карбогідратів (вуглеводів) — термін твіст стосується п'ятичленного кільця, а D2 симетрія шестичленного кільця належить до скошеної конформації. Інколи використовується як загальна назва для форм крісла, човника та твіст-форми. Така конформація ще називається скрученою формою.